# Hippocrate (revue)
Hippocrate, revue d'humanisme médical, est une ancienne revue française fondée en 1933 et disparut en 1951.

## Sa fondation, ses buts
Ce périodique a été fondé par les professeurs Maxime Laignel-Lavastine, qui en fut le premier directeur, et par Maurice Klippel, président des Disciples d'Hippocrate. 
Le premier numéro sort le 1er mars 1933 ; cet humanisme médical étant, selon ses fondateurs, « la pénétration de la nature profonde de l'homme par l'étude de la médecine ».

## Collaborateurs
- Maurice Heine
- Gilbert Lely